# Cronologia dos descobrimentos portugueses

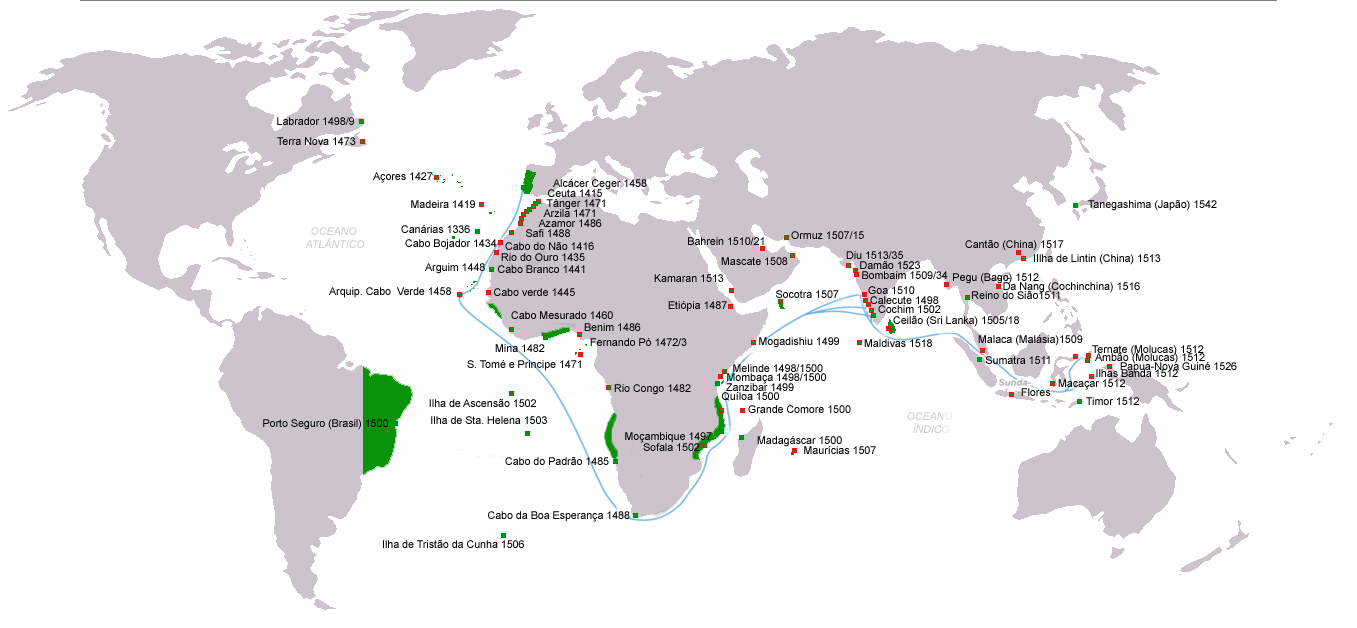
Descobrimentos, viagens e explorações portuguesas: datas e primeiros locais de chegada de 1415-1543, principais rotas no Oceano Índico (azul), territórios portugueses no reinado de D. João III (verde)

| Data         | Descobrimento | Oceano/Mar       | Continente /Arquipélago            | Rei                   |  |
| 1336         | Provável primeira expedição às ilhas Canárias, a que se seguiram expedições adicionais em 1340 e 1341, embora tal seja disputada. | Atlântico        | Canárias                           | Afonso IV (1325-1357) |  |
| 1415         | Tropas portuguesas sob o comando de João I de Portugal conquistam Ceuta. Este acontecimento é geralmente referido como o início da expansão ou descobrimentos Portugueses. | -                | África do Norte                    | João I (1385-1433)    |  |
| 1419         | João Gonçalves Zarco e Tristão Vaz Teixeira descobrem a Ilha de Porto Santo, na Madeira. | Atlântico        | Arquipélago da Madeira             | João I (1385-1433)    |  |
| 1420         | Os mesmos navegadores, com Bartolomeu Perestrelo, descobrem a Ilha da Madeira, que foi de imediato colonizada. | Atlântico        | Arquipélago da Madeira             | João I (1385-1433)    |  |
| 1422         | Após sucessivas viagens, o cabo Não, considerado o limite navegável a sul por árabes e europeus, é ultrapassado, alcançando-se o Bojador. | Atlântico        | África                             | João I (1385-1433)    |  |
| 1427         | Diogo de Silves descobre (ou redescobre) as ilhas açorianas ocidentais e centrais, que seriam colonizadas em 1431 por Gonçalo Velho Cabral. | Atlântico        | Arquipélago dos Açores             | João I (1385-1433)    |  |
| 1434         | Gil Eanes dobra o Cabo Bojador, dissipando o terror que este promontório inspirava. | Atlântico        | África (Saara Ocidental)           | Duarte I (1433-38)    |  |
| 1435-1435    | Gil Eanes e Afonso Gonçalves Baldaia descobrem Angra de Ruivos e este último chegou ao Rio de Ouro, no Saara Ocidental. |                  | África (Saara ocidental)           | Duarte I (1433-38)    |  |
| 1441         | Nuno Tristão chega ao Cabo Branco com Gonçalo Afonso. | Atlântico        | África (Mauritânia)                | Afonso V (1438-81)    |  |
| 1443         | Nuno Tristão entrou no golfo de Arguim. | Atlântico        | África (Mauritânia)                | Afonso V (1438-81)    |  |
| 1443         | O regente D. Pedro decreta o monopólio da navegação na costa oeste Africana, reconhecido pela bula Rex regum, que atribui ao irmão Infante D. Henrique "o Navegador". | -                | -                                  | Afonso V (1438-81)    |  |
| 1444         | Dinis Dias descobriu o cabo Cabo Verde (Dakar) e a Ilha de Palma (Goreia). | Atlântico        | África (Senegal)                   | Afonso V (1438-81)    |  |
| 1445         | Álvaro Fernandes passou além do Cabo Verde (cabo), Goreia e chegou ao "Cabo dos Mastros" (Cabo Roxo? provavelmente entre o Cabo Verde e o rio Gâmbia). | Atlântico        | África (Senegal, Gâmbia)           | Afonso V (1438-81)    |  |
| 1446         | Álvaro Fernandes chegou ao norte da Guiné-Bissau. | Atlântico        | África (Guiné-Bissau)              | Afonso V (1438-81)    |  |
| 1452         | Diogo de Teive descobriu as ilhas Flores e Corvo nos Açores. | Atlântico        | Arquipélago dos Açores             | Afonso V (1438-81)    |  |
| 1455         | Bula Romanus Pontifex do Papa Nicolau V confirma as explorações portuguesas e declara que todas as terras e mares a sul do Cabo Bojador e do Cabo Não são pertença dos reis de Portugal. | -                | -                                  | Afonso V (1438-81)    |  |
| 1455         | Alvise Cadamosto explora do rio Gâmbia ao rio Geba (Guiné-Bissau) e o arquipélago dos Bijagós. Na foz do Gâmbia, ao notar o quase desaparecimento da Estrela Polar no horizonte, esboçou a primeira representação da constelação Cruzeiro do Sul. | Atlântico        | África (Gâmbia, Guiné-Bissau)      | Afonso V (1438-81)    |  |
| 1456-1460    | Viagens de Alvise Cadamosto, Diogo Gomes e António da Noli descobriram as primeiras ilhas do arquipélago de Cabo Verde (Boavista, Santiago, Maio e Sal). | Atlântico        | Arquipélago de Cabo Verde          | Afonso V (1438-81)    |  |
| 1459         | Afonso V encomenda o mapa-múndi que reúne o conhecimento geográfico da época aos venezianos Fra Mauro e Andrea Bianco. | -                | -                                  | Afonso V (1438-81)    |  |
| 1460         | Morte do Infante D. Henrique. A sua exploração sistemática do Atlântico alcançou em vida os 8º N na costa africana, com a chegada de Pêro de Sintra à que chama Serra Leoa, e os 40º O no oceano Atlântico (Mar dos Sargaços). | -                | -                                  | Afonso V (1438-81)    |  |
| 1461         | Diogo Gomes e Antonio da Noli descobrem mais ilhas de Cabo Verde. | Atlântico        | Arquipélago de Cabo Verde          | Afonso V (1438-81)    |  |
| 1462         | Diogo Afonso descobre as cinco ilhas mais ocidentais do arquipélago de Cabo Verde (Brava, São Nicolau, São Vicente, Santo Antão e os ilhéus Branco e Raso). | Atlântico        | Arquipélago de Cabo Verde          | Afonso V (1438-81)    |  |
| 1469         | Contrato de Fernão Gomes para a exploração da costa da Guiné a sul da Serra Leoa e comércio de Pimenta-da-Guiné que duraria até 1475. | -                | -                                  | Afonso V (1438-81)    |  |
| 1471         | João de Santarém e Pêro Escobar encontram a costa da Mina, chegam região do Cabo Três Pontos (Gana) e ao delta do Níger. | Atlântico        | África (Gana, Nigéria)             | Afonso V (1438-81)    |  |
| 1472         | Rui de Sequeira chega a Benim nomeando a área Lagoa de Lagos (actual Lagos (Nigéria)). | Atlântico        | África (Benim, Nigéria)            | Afonso V (1438-81)    |  |
| 1472-1473    | Fernão Pó explora o rio Vuri que nomeia "rio dos Camarões" e as ilhas Formosa (Bioko) e Ano Bom. | Atlântico        | África (Golfo da Guiné)            | Afonso V (1438-81)    |  |
| 1472-1474    | João Vaz Corte-Real e Álvaro Martins Homem poderão ter atingido a Terra Nova. Descoberta não comprovada. | Atlântico        | América do Norte (Canadá)          | Afonso V (1438-81)    |  |
| 1473         | Lopo Gonçalves descobre o Cabo Lopez, na boca do rio Ogoué e é creditado como o primeiro a cruzar a linha do equador. e chegar ao Hemisfério Sul | Atlântico Sul    | África (Gabão)                     | Afonso V (1438-81)    |  |
| 1475         | Antes do contrato de Fernão Gomes terminar, Rui de Sequeira e Lopo Gonçalves chegam ao cabo de Santa Catarina, 2º latitude Sul. | Atlântico Sul    | África (Gabão)                     | Afonso V (1438-81)    |  |
| 1474         | Afonso V consulta o geógrafo Toscanelli, que aconselha a navegação para oeste, para chegar à Índia. | -                | -                                  | Afonso V (1438-81)    |  |
| 1479         | O Tratado das Alcáçovas estabelece o controlo português dos Açores, Guiné, Elmina, Madeira e Cabo Verde e o controlo castelhano das ilhas Canárias. | -                | -                                  | Afonso V (1438-81)    |  |
| 1482-1484    | Diogo Cão chegou ao estuário do rio Congo onde deixou um Padrão de pedra, substituindo as habituais cruzes de madeira; subiu 150Km a montante do rio até às cataratas de Yellala. | Atlântico        | África (Angola)                    | João II (1481-95)     |  |
| 1484-1486    | Afonso de Paiva, Duarte Pacheco Pereira e José Vizinho contactam o Reino de Benim onde a presença de pimenta indicia a proximidade da Índia. | Atlântico        | África (Nigéria)                   | João II (1481-95)     |  |
| 1485-1486    | Segunda viagem de Diogo Cão leva Martin Behaim como cosmógrafo, passa o Cabo Padrão (Cabo Cross) e terá chegado a Walvis Bay, na Namíbia. | Atlântico        | África (Namíbia)                   | João II (1481-95)     |  |
| 1487         | Gonçalo Eanes e Pêro de Évora sobem o rio Senegal numa expedição ao interior africano até Tucurol e Timbuctu. | -                | África (Mauritânia, Senegal)       | João II (1481-95)     |  |
| 1487         | Afonso de Paiva e Pêro da Covilhã partiram de Lisboa, viajando por terra em busca do reino do Preste João, na Etiópia. |                  | África (Etiópia)                   | João II (1481-95)     |  |
| 1487-1488    | Bartolomeu Dias dobra o Cabo das Tormentas, futuro Cabo da Boa Esperança, coroando 50 anos de esforço e numerosas expedições, entrando pela primeira vez no Oceano Índico. Afonso de Paiva e Pêro da Covilhã chegam a Adém. | Atlântico/Índico |                                    | João II (1481-95)     |  |
| 1489-1492    | Foram feitas várias expedições ao Atlântico Sul para mapear os ventos. | Atlântico        |                                    | João II (1481-95)     |  |
| 1494         | Assinado o Tratado de Tordesilhas "dividindo" o mundo por descobrir entre Portugal e o recém-formado Reino da Espanha, na sequência da contestação de D. João II às pretensões espanholas após a viagem de Cristóvão Colombo. | -                | -                                  | João II (1481-95)     |  |
| 1495 ou 1500 | Viagem de João Fernandes Lavrador e Pêro de Barcelos à Gronelândia (Terra do Bacalhau). Nesta viagem avistaram a terra que nomearam Labrador (lavrador). | Atlântico        | América do Norte (Gronelândia)     | Manuel I (1495-1521)  |  |
| 1497-1499    | Vasco da Gama comandou a primeira frota a contornar África e chegar a Calecute na Índia, e regressou. | Índico           | Ásia (Índia)                       | Manuel I (1495-1521)  |  |
| 1498         | Duarte Pacheco Pereira terá explorado o Atlântico Sul (e terá alcançado a foz do rio Amazonas e a ilha do Marajó no que terá sido uma expedição secreta – não existem provas) | Atlântico        | América do Sul                     | Manuel I (1495-1521)  |  |
| 1500-1501    | A segunda frota para a Índia comandada por Pedro Álvares Cabral atinge o Brasil, aportando em Porto Seguro. | Atlântico        | América do Sul (Brasil)            | Manuel I (1495-1521)  |  |
| 1500-1501    | Gaspar Corte Real e Miguel Corte Real atingiram a Terra Nova, que nomeou Terras de Corte Real (Canadá). | Atlântico        | América do Norte (Canadá)          | Manuel I (1495-1521)  |  |
| 1500         | A 10 de Agosto Diogo Dias, navegador da frota de Pedro Álvares Cabral na segunda armada à Índia, descobriu uma ilha a que deu o nome de São Lourenço, mais tarde designada Madagáscar. | Índico           | África Oriental (Madagáscar)       | Manuel I (1495-1521)  |  |
| 1502         | Vasco da Gama vindo da Índia avistou as então chamadas Ilhas do Almirante (Seychelles). | Índico           | África Oriental                    | Manuel I (1495-1521)  |  |
| 1502         | Miguel Corte-Real partiu para a Nova Inglaterra em busca do seu irmão Gaspar. João da Nova descobriu a Ilha de Ascensão. Fernão de Noronha descobriu as ilhas que mantêm o seu nome, Fernando Noronha, em Pernambuco. | Atlântico        |                                    | Manuel I (1495-1521)  |  |
| 1503         | De regresso do Oriente Estêvão da Gama descobriu a Ilha de Santa Helena. | Atlântico        |                                    | Manuel I (1495-1521)  |  |
| 1503         | A caminho da Índia António de Saldanha foi o primeiro europeu a ancorar na Baía de Saldanha e a ascender à Montanha da Mesa, que nomeou, na atual África do Sul. | Atlântico        | África do Sul                      | Manuel I (1495-1521)  |  |
| 1505         | Gonçalo Álvares, da frota do primeiro vice-rei, ruma a sul, onde "a água e até o vinho gelavam" descobrindo a Ilha de Gonçalo Álvares (Gough Island). | Atlântico        |                                    | Manuel I (1495-1521)  |  |
| 1505-1506    | Lourenço de Almeida é enviado às Maldivas e chegou ao que chamou Ceilão (Sri Lanka), a "Taprobana" dos registos clássicos gregos. | Índico           | Ásia                               | Manuel I (1495-1521)  |  |
| 1506         | Tristão da Cunha descobriu a Ilha de Tristão da Cunha no Atlântico Sul. Navegadores portugueses aportaram em Madagáscar. | Atlântico        | África do Sul                      | Manuel I (1495-1521)  |  |
| 1507-1512    | Os portugueses foram os primeiros europeus a aportar nas Ilhas Mascarenhas, no Índico, nomeadas em homenagem a Pedro Mascarenhas | Índico           | Ilhas Mascarenhas                  | Manuel I (1495-1521)  |  |
| 1509         | Diogo Lopes de Sequeira atravessou o golfo de Bengala e chegou a Sumatra e Malaca (Malásia), com ele viajava Fernão de Magalhães, que viria a iniciar a primeira viagem de circum-navegação ao globo, a serviço de Espanha em 1519-22. | Índico           | Ásia (Sudeste Asiático)            | Manuel I (1495-1521)  |  |
| 1511         | Duarte Fernandes foi o primeiro europeu a chegar ao Reino do Sião (Tailândia), enviado por Afonso de Albuquerque durante a conquista de Malaca. | Índico           | Ásia (Tailândia)                   | Manuel I (1495-1521)  |  |
| 1511         | Rui Nunes da Cunha foi o primeiro europeu a chegar a Pegu (Birmânia, Myanmar), enviado por Albuquerque. | Índico           | Ásia (Birmânia)                    | Manuel I (1495-1521)  |  |
| 1511         | António de Abreu, Francisco Serrão e Simão Afonso Bisagudo são enviados por Albuquerque em busca das "ilhas das especiarias". Serrão naufraga em Ternate nas Molucas (Indonésia). | Índico           | Ásia (Sudeste asiático)            | Manuel I (1495-1521)  |  |
| 1512         | António de Abreu chegou à ilha de Timor e às ilhas Banda, Ambão e Seram. | Índico           | Ásia (Sudeste asiático)            | Manuel I (1495-1521)  |  |
| 1512         | Pedro Mascarenhas descobriu a ilha Diego Garcia. Chegou também à ilha Maurícia, que poderia já ser conhecida em expedições anteriores de Diogo Dias e Afonso de Albuquerque. | Índico           | Ilhas Mascarenhas                  | Manuel I (1495-1521)  |  |
| 1512-1514    | João de Lisboa e Estêvão Fróis exploram o estuário do Rio da Prata e provavelmente o Golfo de San Matías a 42° Sul na Argentina. Cristóvão de Haro, financiador da expedição, testemunha a viagem e as notícias que Lisboa e Fróis recolheram do Rei Branco (o imperador Inca), assim como o machado de prata obtido junto dos nativos e que ofereceram ao rei D. Manuel I. | Atlântico        | América do Sul (Uruguai/Argentina) | Manuel I (1495-1521)  |  |
| 1513         | Afonso de Albuquerque atravessa o estreito de Bab-el-Mandeb no Mar Vermelho liderando a primeira frota europeia a navegar nessas águas. | Mar Vermelho     | África/Ásia                        | Manuel I (1495-1521)  |  |
| 1513         | Jorge Álvares partindo de Malaca é o primeiro europeu a aportar no sul da China, na Ilha de Lintin, no estuário do Rio das Pérolas. | Índico/Pacífico  | Ásia (China)                       | Manuel I (1495-1521)  |  |
| 1516         | Portugueses aportam em Da Nang, no Reino de Champa que nomeiam Cochinchina, (actual Vietname). | Índico           | Ásia (Indochina)                   | Manuel I (1495-1521)  |  |
| 1516-1517    | Rafael Perestrelo comandou o primeiro navio comercial a aportar na China continental, em Cantão. Fernão Pires de Andrade e Tomé Pires foram enviados de D. Manuel I para estabelecer relações oficiais entre o Império Português e a Dinastia Ming, no reinado do imperador Zhengde. | Índico/Pacífico  | Ásia (China)                       | Manuel I (1495-1521)  |  |
| 1520         | Francisco Álvares e uma embaixada portuguesa chegam à Etiópia onde encontram Pêro da Covilhã. | Índico           | África                             | Manuel I (1495-1521)  |  |
| 1520         | (Diogo Pacheco terá visitado Kimberley, na Austrália em busca da "Ilha do Ouro" a sul e a sudeste de Sumatra, Java e Sunda, informado por Malaios e Sumatreses, presentes na sua tripulação. – descoberta não reconhecida oficialmente) | Índico/Pacífico  | (Sudeste asiático/Oceania)         | Manuel I (1495-1521)  |  |
| 1522         | (Cristóvão de Mendonça terá descoberto a Austrália e Nova Zelândia, partindo de Belém em 1521.[carece de fontes?] – descoberta não reconhecida oficialmente) | Índico/Pacífico  | (Oceania)                          | João III (1521-57)    |  |
| 1525         | Gomes de Sequeira e Diogo da Rocha foram enviados pelo governador Jorge de Meneses, à descoberta de territórios a norte das Molucas, foram os primeiros europeus a chegar às Ilhas Carolinas, a nordeste da Nova Guiné, que então nomearam "Ilhas de Sequeira". (A Austrália teria sido descoberta por Cristóvão de Mendonça e Gomes de Sequeira em 1525 – descoberta não reconhecida oficialmente) | Pacífico         | Ilhas Carolinas                    | João III (1521-57)    |  |
| 1525         | Aleixo Garcia explora o Rio da Prata a serviço de Espanha, como membro da expedição de Juan Díaz de Solís e, mais tarde, liderando uma expedição privada de Europeus e indios Guarani, explora o Paraguai e a Bolívia. Aleixo Garcia foi o primeiro europeu a atravessar o Chaco e a conseguir penetrar nas defesas exteriores do Império Inca, já nas colinas dos Andes e na região de Sucre, na atual Bolívia. Aleixo Garcia foi o primeiro europeu a fazê-lo, realizando a façanha oito anos antes de Francisco Pizarro. | América do Sul   | Brasil/Paraguai/Bolívia            | João III (1521-57)    |  |
| 1526         | Jorge de Meneses aportou na ilha Waigeo na Papua Ocidental (Nova Guiné) | Pacífico         | Oceania (Melanésia)                | João III (1521-57)    |  |
| 1528         | Diogo Rodrigues explorou o arquipélago das Mascarenhas, que nomeou em homenagem ao seu companheiro Pedro de Mascarenhas, que compreende a Reunião, Maurícia e Rodrigues. | Índico           | Ilhas Mascarenhas                  | João III (1521-57)    |  |
| 1529         | É assinado o Tratado de Saragoça, que estabelece o antimeridiano de Tordesilhas, limite leste das explorações portuguesas e espanholas, para solucionar a chamada "Questão das Molucas". | -                | -                                  | João III (1521-57)    |  |
| 1538         | João Fogaça chega à Papua-Nova Guiné enviado por António Galvão. | Pacífico         | Oceania                            | João III (1521-57)    |  |
| 1542-1543    | Fernão Mendes Pinto, Diogo Zeimoto e Cristóvão Borralho chegaram ao Japão. | Pacífico         | Ásia (Japão)                       | João III (1521-57)    |  |
| 1586         | António da Madalena um frade Capuchinho foi um dos primeiros visitantes ocidentais a chegar a Angkor (actual Camboja) |                  | Ásia (Cambodja)                    | Filipe I (1581-98)    |  |
| 1602-1606    | Bento de Góis, missionário jesuíta, foi o primeiro europeu a percorrer o caminho terrestre da Índia para a China, através da Ásia Central. | -                | Ásia Central                       | Filipe II (1598-1621) |  |
| 1606         | Pedro Fernandes de Queirós alcançou as Novas Hébridas e aportou numa grande ilha que pensou ser parte do procurado continente a sul, a que chamou Ilha do Espírito Santo, actual Vanuatu. | Pacífico         | Oceania (Melanésia)                | Filipe II (1598-1621) |  |
| 1606         | Luís Vaz de Torres (nacionalidade incerta) descobriu o que é hoje chamado Estreito de Torres. | Pacífico         | Oceania (Austrália, Nova Guiné)    | Filipe II (1598-1621) |  |
| 1624         | António de Andrade e Manuel Marques, missionários jesuítas, viajaram de Agra (Índia) a Chaparangue, sendo os primeiros europeus documentados a chegar ao Tibete. | -                | Ásia (Tibete)                      | Filipe III (1621-40)  |  |
| 1626         | Estêvão Cacella, missionário jesuíta, viajou através dos Himalaias e foi o primeiro europeu a entrar no Butão. | -                | Ásia (Butão)                       | Filipe III (1621-40)  |  |
| 1636-1638    | Pedro Teixeira partiu de Belém do Pará subindo o rio Amazonas e alcançou Quito, no Equador, numa expedição de mais de mil homens. | Rio Amazonas     | Brasil (Rio Amazonas)              | Filipe III (1621-40)  |  |
| 1660-1662    | (David Melgueiro partindo de Tanegashima poderá ter realizado a primeira travessia da passagem do Nordeste. Viagem pouco documentada, a serviço da marinha holandesa) | Atlântico Norte  | Sibéria                            | Afonso VI (1656-62)   |  |